# HD173861
HD173861 — хімічно пекулярна зоря спектрального класу B9, що має видиму зоряну величину в смузі V приблизно  5,6.
Вона  розташована на відстані близько 607,4 світлових років від Сонця.